# Tobias Kempe
Tobias Kempe (ur. 27 czerwca 1989 w Wesel) – niemiecki piłkarz występujący na pozycji pomocnika, grający w SV Darmstadt 98. Jego ojciec, Thomas rozegrał 391 meczów w Bundeslidze w barwach MSV Duisburg, VfB Stuttgart i VfL Bochum. Starszy brat Tobiasa, Dennis, również jest piłkarzem.

## Lata juniorskie
Tobias Kempe treningi piłkarskie podjął już w wieku sześciu lat w klubie TV Voerde. Latem 2000 przeniósł się do SuS Dinslaken. W 2003 roku dołączył do brata, który od roku grał w Borussii Mönchengladbach. Po trzech latach Tobias przeszedł do Werderu Brema, z którym w sezonie 2006/2007 wygrał Bundesligę U-19 landów północnych/północno-wschodnich. W 2008 roku został włączony do kadry rezerw seniorskiej drużyny.

## Kariera seniorska
W seniorskiej drużynie rezerw zadebiutował 30 sierpnia 2008 w przegranym 1-3 meczu 3. Ligi przeciwko Rot-Weiß Erfurt. Kempe wszedł na plac gry w 80' zmieniając Philipp’a Bergfrede. Pierwszego gola strzelił 16 maja 2009 w wygranym 2-0 spotkaniu ze Stuttgarter Kickers. W tym samym meczu Kempe zaliczył także asystę. Bremeńczycy zakończyli rozgrywki na 17. miejscu w tabeli, a Tobias zanotował w tym sezonie 14 gier i jedno trafienie.
Następne sezon Kempe rozegrał już jako podstawowy piłkarz swojej drużyny i pomógł jej w zajęciu trzynastego miejsca w tabeli. Zagrał 34 mecze, trzykrotnie pokonując bramkarza rywali i notując 9 asyst. Jego dobra postawa nie pozostała niezauważona i po zakończeniu rozgrywek został pozyskany przez Erzgebirge Aue, które właśnie awansowało do wyższej ligi, a sam Kempe strzelił tej drużynie bramkę w ostatniej kolejce sezonu 2009/2010.
Tobias Kempe od początku stał się ważnym piłkarzem swojej nowej drużyny. W 2. Bundeslidze zadebiutował 21 sierpnia 2010 w spotkaniu pierwszej kolejki przeciwko SC Paderborn. W 74' zmienił na boisku Skerdilaida Curriego, a już cztery minuty później został ukarany żółtą kartką. Pierwszą bramkę dla drużyny z Aue strzelił 1 lutego 2011 w wygranym 3-1 meczu z FSV Frankfurt. Mimo tego, iż celem na sezon 2010/2011 dla zawodników Erzgebirge było utrzymanie się w lidze, to przy wydatnym udziale Tobiasa zajęli wysokie piąte miejsce w tabeli, a sam Kempe zakończył sezon rozgrywając 32 mecze, strzelając dwie bramki i notując 3 asysty.
Kolejny sezon nie był jednak już tak udany. Kempe rozegrał 27 spotkań, w których strzelił dwie bramki i zanotował jedną asystę, a jego klub do ostatniej kolejki walczył o uniknięcie konieczności gry w barażach o 2. Bundesligę. Ostatecznie Erzgebirge uplasowało się na piętnastej pozycji dającej utrzymanie.
6 marca 2012 Kempe podpisał kontrakt z SC Paderborn. Umowa obowiązywała od 1 lipca tego samego roku, jednak już w styczniu 2013 roku Kempe przeszedł do Dynama Drezno, z którym w 2. Bundeslidze utrzymał się dopiero po wygranych barażach z VfL Osnabrück. Przed ostatnią kolejką sezonu 2013/2014 Dynamo znów było szesnaste w tabeli (pozycja ta oznaczała grę w barażu o utrzymanie), ale w ostatnim meczu ośmiokrotni mistrzowie NRD przegrali 2:3 z Arminią Bielefed i zostali przez nią wyprzedzeni w tabeli.
Po spadku Dynama do 3. Ligi, Kempe przeszedł za darmo do SV Darmstadt 98, beniaminka 2. Bundesligi. Klub, którego Kempe był podstawowym graczem niespodziewanie zajął drugie miejsce w tabeli i po raz pierwszy w historii awansował do 1. Bundesligi. W elicie Kempe zadebiutował 15 sierpnia 2015 w meczu pierwszej kolejki przeciwko Hannover 96 (2:2). SV Darmstadt 98 zajął w tym sezonie 14. miejsce w tabeli. Po zakończeniu rozgrywek Kempe przeszedł do 1. FC Nürnberg. Spędził tam sezon 2016/2017, po czym wrócił do Darmstadtu.

### Statystyki
| Sezon     | Klub            | Kraj   | Rozgrywki     | Mecze | Bramki |
| --------- | --------------- | ------ | ------------- | ----- | ------ |
| 2008/2009 | Werder II Brema | Niemcy | 3. Liga       | 14    | 1      |
| 2009/2010 | Werder II Brema | Niemcy | 3. Liga       | 34    | 3      |
| 2010/2011 | Erzgebirge Aue  | Niemcy | 2. Bundesliga | 32    | 2      |
| 2011/2012 | Erzgebirge Aue  | Niemcy | 2. Bundesliga | 27    | 2      |
| 2012/2013 | SC Paderborn    | Niemcy | 2. Bundesliga | 15    | 3      |
| 2012/2013 | Dynamo Drezno   | Niemcy | 2. Bundesliga | 11    | 0      |
| 2013/2014 | Dynamo Drezno   | Niemcy | 2. Bundesliga | 22    | 4      |
| 2014/2015 | SV Darmstadt 98 | Niemcy | 2. Bundesliga | 24    | 4      |
| 2015/2016 | SV Darmstadt 98 | Niemcy | Bundesliga    | 31    | 0      |
| 2016/2017 | 1. FC Nürnberg  | Niemcy | 2. Bundesliga | 26    | 3      |
| 2017/2018 | SV Darmstadt 98 | Niemcy | 2. Bundesliga | 30    | 11     |

Stan na koniec sezonu 2017/2018

## Reprezentacje narodowe
Będąc piłkarzem Werderu Brema Kempe powoływany był do młodzieżowych reprezentacji Niemiec. W reprezentacji U-18 zagrał dwa mecze. W kadrze U-20 zadebiutował, pod wodzą Horsta Hrubescha 12 października 2008 w meczu towarzyskim przeciwko Austrii. Austriacy to spotkanie wygrali 2-1, a honorowe trafienie dla pokonanych zaliczył właśnie Tobias Kempe. W 2009 roku uczestniczył wraz ze swoją reprezentacją w Mistrzostwach Świata U-20. Kempe zagrał w dwóch meczach fazy grupowej oraz w meczu 1/8 finału przeciwko Nigerii, kiedy to w 64' otrzymał czerwoną kartkę i został wyrzucony z boiska. Niemcy ten mecz wygrali, ale w ćwierćfinale nie sprostali Brazylijczykom.

### Statystyki
| lp. | Data                 | Reprezentacja | Przeciwnik             | Rezultat | Rozgrywki                    | Grał   | Uwagi |
| --- | -------------------- | ------------- | ---------------------- | -------- | ---------------------------- | ------ | ----- |
| 1.  | 12 października 2008 | Niemcy U-20   | Austria U-20           | 1-2      | towarzyski                   | 90'    | 17'   |
| 2.  | 28 marca 2009        | Niemcy U-20   | Szwajcaria U-21        | 0-2      | towarzyski                   | od 87' |       |
| 3.  | 26 września 2009     | Niemcy U-20   | Stany Zjednoczone U-20 | 3-0      | Mistrzostwa Świata U-20 2009 | do 64' |       |
| 4.  | 2 października 2009  | Niemcy U-20   | Kamerun U-20           | 3-0      | Mistrzostwa Świata U-20 2009 | od 66' |       |
| 5.  | 7 października 2009  | Niemcy U-20   | Nigeria U-20           | 3-2      | Mistrzostwa Świata U-20 2009 | do 64' | 64'   |